# Turmequé (ort)
Turmequé är en ort i Colombia.   Den ligger i departementet Boyacá, i den centrala delen av landet, 100 km nordost om huvudstaden Bogotá. Turmequé ligger 2 385 meter över havet och antalet invånare är 2 901.
Terrängen runt Turmequé är huvudsakligen lite bergig. Turmequé ligger nere i en dal. Runt Turmequé är det ganska tätbefolkat, med 72 invånare per kvadratkilometer. Närmaste större samhälle är Villapinzón, 16,6 km sydväst om Turmequé. Trakten runt Turmequé består i huvudsak av gräsmarker.